# St. Laurentius (Trögen)

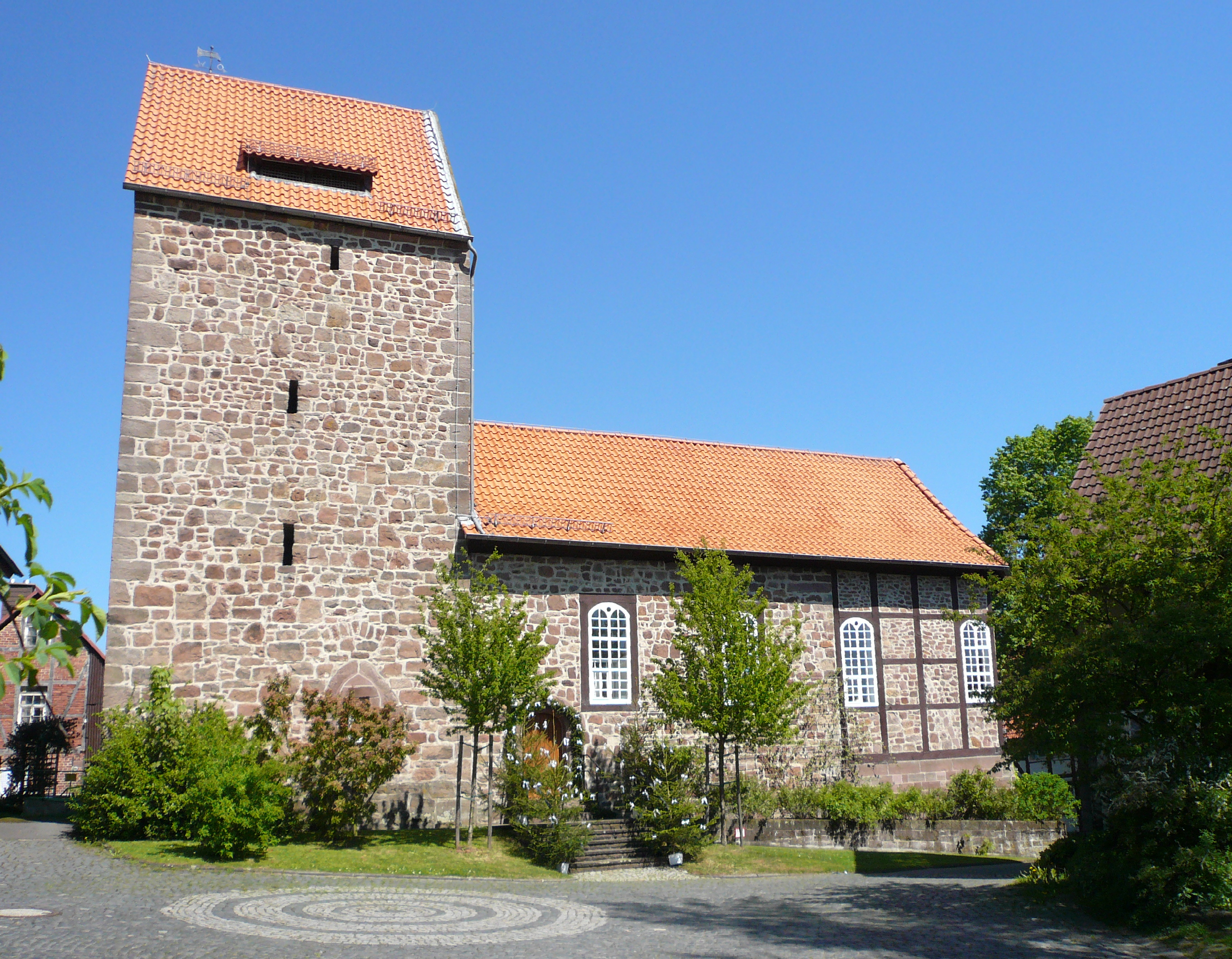
St. Laurentius

Die evangelisch-lutherische, nach Laurentius von Rom benannte Kirche St. Laurentius steht in Trögen, einem Ortsteil von Hardegsen im Landkreis Northeim von Niedersachsen. Die Kirchengemeinde gehört zum Kirchenkreis Leine-Solling im Sprengel Hildesheim-Göttingen der Evangelisch-lutherischen Landeskirche Hannovers.

## Beschreibung
1266 wurde die mittelalterliche Kirche, die im damaligen Ortsteil Evessen steht, das erste Mal urkundlich erwähnt. Ihr ältester Teil ist der viergeschossige Kirchturm im Westen aus Bruchsteinen mit Eckquadern. Die Schießscharten weisen auf eine ehemalige Wehrkirche hin. Nachdem das Vestibül des Turms für die Gottesdienste, die hier ursprünglich abgehalten wurden, nicht mehr ausreichte, wurde das Kirchenschiff um 1596 angebaut. Es wurde 1766 durch den Anbau eines Chors aus Holzfachwerk mit einem polygonalen Abschluss im Osten erweitert. Der Turm ist mit einem Satteldach bedeckt, dessen Dachfirst mit dem des Kirchenschiffs in einer Achse liegt. Im Turm hängen vier Kirchenglocken, von denen eine 1331, eine weitere 1994 gegossen wurde; zwei weitere Gussstahlglocken wurden 1995 angeschafft. Eine Turmuhr wurde bereits 1913 eingebaut. 
In den Jahren 1855/56 wurde die noch heute vorhandene Orgel mit sechs Registern, einem Manual und Pedal von Carl Giesecke gebaut. Sie wurde in den Jahren 1884, 1924, 1946 und 1953 überholt und verändert. 2017 wurde die Orgel von der Orgelbaufirma Sauer & Heinemann restauriert und um drei Register erweitert.